# エスカレーション (河合奈保子の曲)
「エスカレーション」（Escalation）は、河合奈保子の13枚目のシングル。1983年6月1日に日本コロムビアから発売された（EPの規格品番はAH-333）。

## 概要
それまで竹内まりや、来生えつこ・たかお姉弟と、ニューミュージック系アーティストの楽曲提供が続いていたが、本作より作詞に売野雅勇、作曲に筒美京平のコンビが初起用された。
オリコンでは最高位3位（100位内には16週ランクイン）を記録。34.9万枚のセールスとなった。これは河合のシングルの中で最大のセールスである。
同曲を音楽番組で歌唱時の河合は、ジャケットの撮影写真時よりも短い、ショートカットの髪型でイメージチェンジを図った。
同年公開の映画『居酒屋兆治』（高倉健主演）の劇中歌に使われている。

## エピソード
この曲が1983年6月27日の『ザ・トップテン』（日本テレビ系）で8位にランクインした際に、河合がコンサートで訪れていた名古屋市のホテルにあるプールから中継出演した。この時は名古屋でダンスの世界大会が行われていたが、その大会へ出場するために同ホテルへ宿泊しプールで泳いでいた西ドイツ（当時）の男性が中継に気付くや否や、曲に乗って突然踊りだした。この男性は、翌週には日本テレビ側から打診され、7月4日の『ザ・トップテン』で河合と共演した。この出来事は、2012年2月27日放送の『人生が変わる1分間の深イイ話』で取り上げられた。

## 収録曲
- 両楽曲共に、作曲：筒美京平／編曲：大村雅朗

1. エスカレーション（3分17秒）
作詞：売野雅勇
2. 恋のハレーション（3分14秒）
作詞：秋元康

## 演奏
- Drums：島村英二
- Bass：高水健司
- Electric Guitar：松原正樹
- Keyboards：山田秀俊
- Synthesizer：松武秀樹
- Strings：加藤弦楽グループ
- Backing Vocals：イヴ

## 収録アルバム
- 『HALF SHADOW』（1983年）